# Аллегория Живописи
«Аллегория Живописи» — картина голландского живописца Яна Вермеера Делфтского из собрания Музея истории искусств в Вене (музейное название: «Искусство живописи»; также известна как «Мастерская художника», «Художник и модель»).

## История
Картина была создана Вермеером для украшения своей мастерской и настолько высоко ценилась художником, что он не расставался с ней до самой смерти, несмотря на бремя долгов. В описи имущества Вермеера, составленной его вдовой Катариной Болнес в 1676 году, картина была названа «De schilderkunst» («Искусство живописи»), и, по мнению австрийского историка искусства Ганса Зедльмайра, это название дал картине сам художник. В описи сообщалось и о предсмертной воле Вермеера сохранить картину в семье, что свидетельствует о его особом отношении к этому произведению. Во избежание продажи полотна кредиторам вдова отказала картину матери, что было оспорено душеприказчиком Вермеера Антони ван Левенгуком, и в 1677 г. на аукционной распродаже в Делфте картина перестала быть собственностью семьи.
Новым владельцем произведения стал коллекционер из Делфта Якоб Абрамс Диссюс, после его смерти оно было продано на аукционе 1696 года Покупатель остался неизвестным, в дальнейшем картина принадлежала Герарду ван Свитену, затем перешла к его сыну, голландскому дипломату барону Готфриду ван Свитену (1733—1803). К этому времени сведения об авторстве Вермеера, малоизвестного в ту пору, были утрачены, и картину выдавали за работу Питера де Хоха, подделав его подпись. После смерти ван Свитена, в 1813 г. полотно Вермеера (как произведение Питера де Хоха) приобрёл богемский граф Иоганн Рудольф Чернин, и впоследствии оно стало публично экспонироваться в картинной галерее венского дворца графов Черниных.
В 1860 году директор Берлинской королевской картинной галереи Г. Ф. Вааген выявил авторство Вермеера, и к началу XX столетия слава и ценность вермееровского шедевра многократно выросли вместе с репутацией его автора как одного из выдающихся мастеров «Золотого века голландской живописи». В 1930-х годах картиной совместно владели граф Евгений Чернин (1892—1955) и его племянник Яромир Чернин (1908—1966). С предложением о приобретении картины к ним обращался американский миллионер Эндрю Меллон, но законодательство Австрии не позволяло получить разрешение на вывоз национального достояния из страны. Однако после Аншлюса правовая ситуация изменилась, интерес к шедевру Вермеера проявил известный любитель живописи, Геринг, а затем Чернины продали картину самому Гитлеру. Картина была приобретена в октябре 1940 г. для запланированного Музея фюрера в Линце.
Зимой 1943—1944 годов произведение Вермеера вместе с другими особо ценными предметами искусства было помещено в безопасное место в туннелях соляных шахт близ Альтаусзе (Штирия). Весной 1945 года американское командование передало «коллекцию Гитлера» в Мюнхенский сборный пункт культурных ценностей, и в 1946 году картина Вермеера была отдана австрийским властям — в Венский музей истории искусств. В послевоенные годы Яромир Чернин предпринимал неоднократные попытки вернуть картину в свою собственность, поэтому лишь в 1958 году картина Вермеера была окончательно переведена из временного статуса в постоянную коллекцию музея.

## Описание

### Сюжетная ситуация
На картине изображена жанровая сцена «в мастерской художника», которому позирует молодая женщина в причудливом одеянии и с лавровым венком на голове. В одной её руке книга, в другой — тромбон. Художник сидит перед холстом, держит в руке кисть и опирается на муштабель, «но не пишет в этот момент, а поворачивается (это заметно по прядям его волос), бросая беглый взгляд на модель». Его работа над произведением ещё в самом начале — холст почти не заполнен, на нём лишь появляется изображение лаврового венка. Натурщица полуобернулась лицом к художнику, но глаза её опущены. Тяжёлый занавес отведён в сторону, приоткрывая зрителю вид происходящего, но вместе с удерживающим его стулом остается кулисой, границей пространства мастерской.

### Предметная обстановка
Изображённый интерьер во многом повторяет сложившуюся в работах Вермеера схему, «со столом с левой стороны у окна, откуда льются освещающие комнату солнечные лучи, с красивой кладкой плиточного пола». Само окно остается невидимым, его заслоняет экзотический драгоценный занавес, который вносит в жанровую, будничную сцену торжественно-приподнятое звучание. Его поддерживает парадный костюм художника:

«Обращает на себя внимание костюм живописца — дублет с полосатыми плиссированными рукавами. Он принадлежит к “бургундскому” типу одежды, архаичной для середины XVII в. Подобные дублеты и головные уборы в виде широкого черного берета вышли из моды ещё в конце прошлого столетия, однако голландские мастера делают их “униформой” художников в своих картинах постоянно. В XVII в. эти архетипы становятся своеобразным атрибутом живописца».
Условное одеяние модели — драпирующий платок и венок на голове — представляет фигуру в виде аллегории Славы, этому же служат тромбон и книга в её руках. Между художником, моделью и занавесом, на столе устроен «тематический натюрморт» — но это не обычные предметы ремесла, а символические атрибуты «искусства живописи»: крупная гипсовая маска (символ подражания), стоящий книжный том (трактат, содержащий теоретические правила) и раскрытый альбом с рисунками. 
Замыкающую интерьер стену украшает большая географическая карта, это самая большая карта из всех, изображавшихся Вермеером. По её верхнему бордюру идет латинская надпись, фрагментарно заслонённая свисающей с потолка люстрой: «NOVA XVII PROV [IN] CIARUM [GERMAINIAE INF] ERI [O] RIS DESCRIPTIO ET ACCURATA EARUNDEM… DE NO [VO] EM [EN] D [ATA]… REC [TISS] IME EDIT [AP] ER NICOLAUM PISCATOREM». 

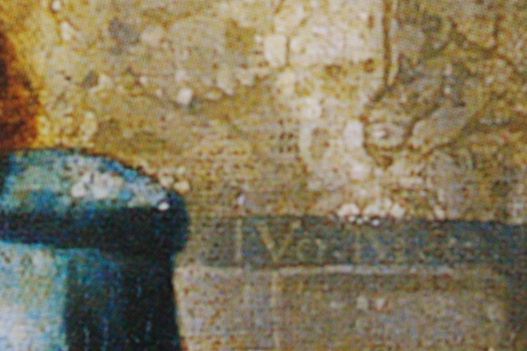
Подпись Вермеера на нижней кайме карты

Прототипом изображения считают «Новую карту семнадцати провинций Нидерландов» (включающей Германию), изданную известным картографом Николасом Янисом Висхером (Пискатором) или его сыном Николасом Висхером Младшим. По бокам вермееровской карты — вертикальные ряды изображений голландских городов. В левой части представлены Брюссель, Люксембург, Гент, Берген в Хеннегау, Амстердам, Намюр, Леуварден, Утрехт, Цутфен и Гаага. Справа — Лимбург, Неймеген, Аррас, Дордрехт, Мидделбург, Антверпен, Мехелен, Девентер, Гронинген и Тхоф ван Брабант в Брюсселе. Возможно, в левом нижнем углу изображён Делфт, а не Гаага. Справа от модели, в кайме над незаполненным нижним бордюром карты — подпись художника: "I Ver-Meer".
Благодаря своеобразию этого предметного ряда жанровая сцена «художник рисует модель, изображающую аллегорию Славы» сама приобретает вид аллегории: «Искусство живописи — Слава — Голландия».

### Живописная композиция
Среди произведений зрелого и позднего периодов творчества Вермеера эта картина выделяется своими более крупными размерами, что свидетельствует о постановке художником задачи большей «образной масштабности, нежели в обычном для него круге полотен на жанровые сюжеты». Создание возвышенного предметного антуража — самый наглядный, действенный, хотя и поверхностный способ решения этой задачи. Менее броскими, но более глубокими и содержательно-богатыми средствами художника являются его композиционные построения, и Вермеер демонстрирует в этой картине особенное мастерство живописца. При этом он создаёт свободное единство разноплановых мотивов и акцентов, а не выстраивает изображение вокруг какой-то одной композиционной доминанты, и даже перспективную точку схода помещает в нейтральное место — на стене, слева от натурщицы, под деревянным шаром нижней перекладины карты.

«Фигурные мизансцены, предметные и пространственные элементы — весь комплекс воплощенных в картине мотивов облечен в ясное построение, свободное и вместе с тем нерушимое в своей абсолютной композиционной безупречности. Как это свойственно Вермеру, в композиционно-пластической структуре картины присутствует и музыкальное начало: доминирует не повествование, не динамическое действие, а словно бы длящееся во времени общее состояние, в котором определённые образно-тематические сгустки обретают изобразительное воплощение».
Одним из таких «сгустков» становится яркий свето-теневой контраст, образующий фигуру заострённого узкого треугольника между занавесом, вертикальным обрезом карты и тромбоном в руке девушки. Освещённый фрагмент белой стены, создающий сильное визуальное напряжение, не имеет прямого сюжетного или аллегорического значения. Это одна из заметных и требующих осмысления живописных метафор, которыми наполнена эта картина. В их ряду и отмеченный (но не разгаданный) Е. И. Ротенбергом парадокс размера фигуры художника: «Соотносительно с окружением она выглядит масштабно вполне соразмерной, но, если представить её не сидящей, а в полный рост, то она неожиданно гигантски вырастает, достигая высоты люстры». В иных случаях ключ к живописной метафоре отыскивается — как в противоположной ситуации, с фигурой натурщицы: «Фигура девушки-модели уменьшена в большей мере, нежели этого требует реальная перспектива, — эффект, усиливающий впечатление не только ее физической, но и образно-смысловой отделённости от окружающего». В данном случае искусствоведу, вслед за художником, удается глубоко продвинуться в понимании искусства живописи:

«Что касается модели, то она живет в вермеровской картине двойной жизнью: как вполне реальная девушка-натурщица и, поскольку она декорирована и снабжена соответствующими атрибутами, как собственно аллегорический образ. Глаза девушки закрыты, она эмоционально отъединена от всего, что её окружает, а вынужденная неподвижность её позы, костюм и атрибуты выключают её из естественного движения жизни. Но преображение модели в возвышенный образ намеренно осуществлено не полностью. Вермер выбрал модель не с благородной, а с заурядной внешностью, с оттенком простоватости и (поскольку находящийся на мольберте перед художником холст рассчитан на полуфигурное изображение) задрапирован лишь верх её фигуры; внизу же, под торжественными складками синей ткани, видно обычное платье. В данном случае Вермер откровенно демонстрирует саму технологию преображения натурного объекта в идеальное олицетворение».

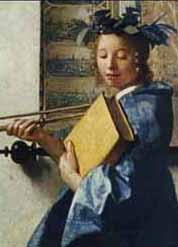
Девушка-модель. Деталь картины

Но за метафорой высокохудожественного произведения искусства не только скрываются глубинные слои его содержания, но и могут открываться новые смыслы и сравнения, что позволяет поэту Александру Кушнеру находить образную взаимосвязь между натурщицей на картине Вермеера и моделью другого великого художника, из более близкой эпохи:

«До нас не дошло ни одного высказывания Вермеера! И на своем автопортрете („Мастерская художника“) он сидит к нам спиной. Густые рыжие волосы, торчащие из-под бархатного берета, плотная фигура в чёрной блузе с белыми полосами на спине, пышные чёрные штаны, красные чулки — вот, собственно, и всё. Зато девочка с венком на голове, в каком-то нелепом синем балахоне, с тяжёлой книгой и трубой как будто пришла из кино XX века, из фильма Феллини, — так Джульетта Мазина позировала бы художнику».
Еще одной важной композиционной метафорой, на которую, в свою очередь, обращает внимание Зедльмайр, анализируя соотношение трёх пространственных планов картины и трезвучие в ней синего, желтого и красного цветов, становится невидимый треугольник, образованный взаимодействием лиц и маски:

«…наряду со спокойным и тонким противопоставлением лиц — одного, созерцающего и не видимого нами, и другого, полностью видимого, но с опущенными глазами, имеется еще и третье — свидетельство высшей тонкости ощущения: слепая маска на столе, с которой невозможно встретиться взглядом, причем характерно, что безжизненная маска больше обоих других лиц, подобно тому как неодушевленный, но изобилующий красками занавес больше по размерам и более тяжел, чем всё остальное в картине. Эта взвешенность всех элементов образа на всех трех планах, как бы отмеренная на весах с тремя чашами, исполненная тонкого чувства цвета, форм, вещей, размеров, соотношений и смыслов, представляет собой одну из самых удачных находок в этом шедевре, которого не может исчерпать полностью никакой анализ композиции».
Теоретик искусства С. М. Даниэль, давая подробный и обстоятельный анализ композиции картины и следуя в общих положениях за Г. Зедльмайром, подчёркивал «театральность» (в лучшем смысле этого слова) и «принцип репрезентативности» композиции Вермеера:

«„Вход в картину“ обозначен тяжёлым, роскошно орнаментированным занавесом; его фрагментарно данные складки дублируют функцию рамы внутри изображения — приём явно театральный. За занавесом и открывается собственно картина живописного творчества… Красноречивая обращённость живописца внутрь картинного пространства создают эффект большой глубины и призывают зрителя „войти“, но полуоборот модели на зрителя и сильный свет из глубины руководят обратным движением, замыкающим картину в исходной позиции, — „вход“ является одновременно и „выходом“. Вермеер избегает развёрнутого перечисления мелочей художнического быта; в его нарядной „Мастерской“ царит порядок, и занавес раздвинут не для того, чтобы открыть нечто обыденно-случайное… Композиция Вермеера включает зрителя как необходимое структурное звено — притом не любого соглядатая, но зрителя-профессионала, углублённого созерцателя, способного органично войти в процесс живописного творчества. Этот процесс нельзя нарушить словом, это чисто визуальный диалог между созерцателем и моделью, где сам живописец выступает образцовым зрителем, демонстрирующим напряжённое всматривание и способность точно зафиксировать увиденное. Композиция бесконечно воспроизводит один и тот же цикл: художник — модель — зритель». Модель не только откровенной позой своей ориентирована на зрителя, но становится его буквальным достоянием, ибо образ её раздвоен, отвлечён от плоти и воспроизводится кистью. Всё это представление должно красноречивей любого словесного описания свидетельствовать: Так создаётся картина».

### Стилевые особенности и датировка картины
Анализируя изображение карты, бургундский тип одежды живописца, украшение люстры двуглавым орлом (входившим в геральдические символы династии Габсбургов) и апеллируя к исторической ситуации, Норберт Шнейдер датирует картину Вермеера не второй половиной 1660-х (как большинство исследователей), а 1673 годом, относя её ко времени франко-голландской войны. Эта датировка опровергается не только критикой её картографической аргументации, но и стилистическими особенностями картины, прежде всего её колоритом, характерным для манеры, присущей зрелым произведениям Вермеера второй половины 1660-х. Это время преобладания в колорите его картин общей холодной светлой гаммы, которая «в данном случае содействует впечатлению особой просветлённости всего живописного целого и каждого оттенка в отдельности». В отличие от произведений позднего периода, в палитре которых начинают звучать более утяжелённые «сочетания свинцово-серого и чернильно-синего цветов», а живописный мазок «приобретает более абстрактный характер, всё больше освобождаясь от задачи как можно точнее передавать особенности фактуры материала, это полотно Вермеера изобилует красочно-фактурными эффектами в передаче предметных качеств всех изображенных объектов — «крупноузорных складок роскошного занавеса, живописного натюрморта, разного рода тканей, деревянных стоек мольберта, золочёной орнаментики люстры».

«В самом полном объёме виртуозность Вермера проявилась в изображении географической карты — в “безобъёмном” объекте, который, однако, под кистью Делфтского мастера обрёл поразительную стереоскопичность и вещественность. До мельчайших подробностей в специфической для Вермера пуантилистической, “точечной” технике воспроизведены не только её собственно картографическая часть и панорамные виды городов, но и её потемневшая, потрескавшаяся от времени поверхность с изломами и волнистыми складками. В уникальной оптической зоркости мастера нет и следа поверхностного иллюзионизма — высочайшая артистичность ощутима в каждом мазке».

## Интерпретации
Сложившиеся разночтения в названиях венской картины отражают принципиальные расхождения в трактовках её темы и содержания. 

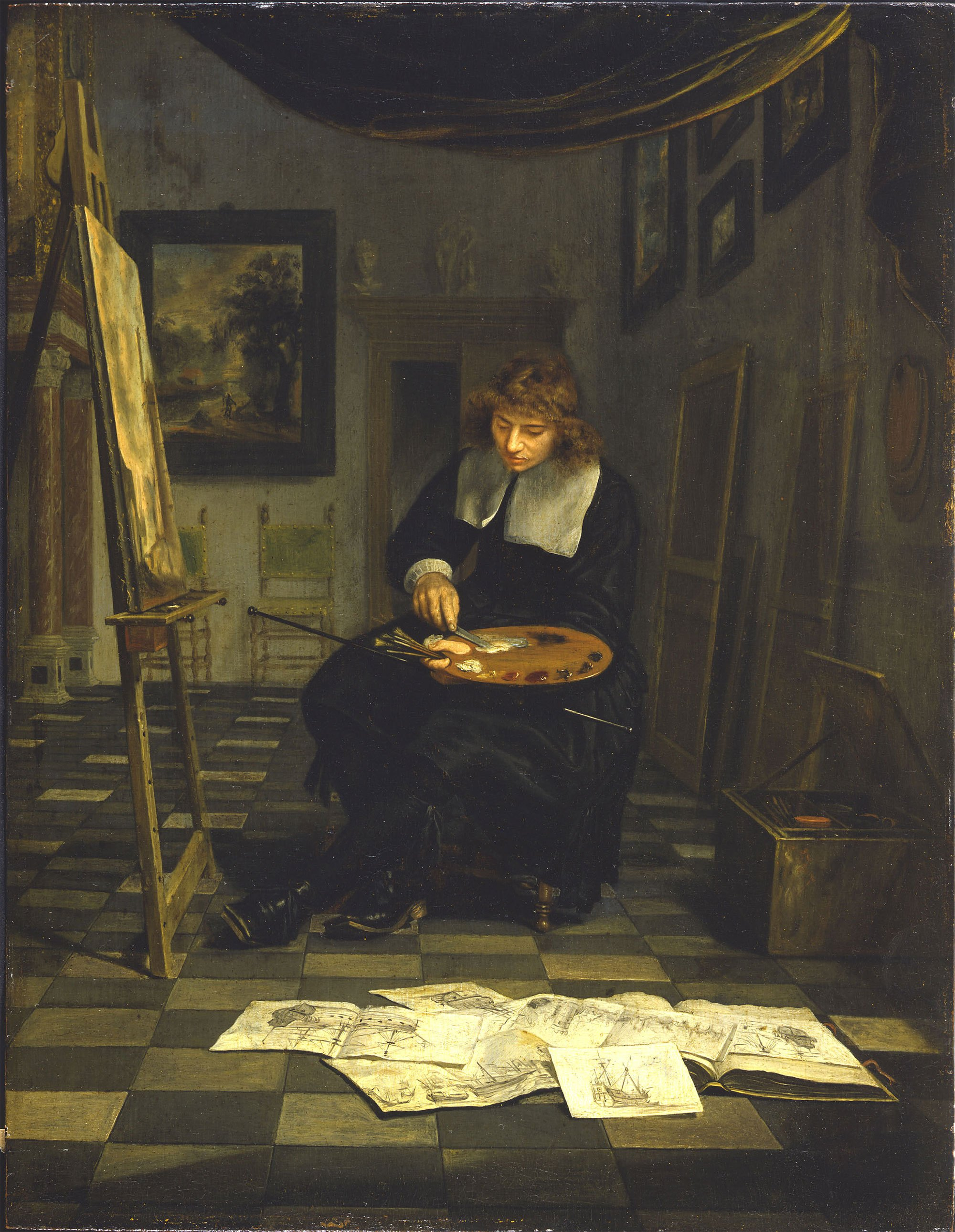
Михиль ван Мюссер. Художник в мастерской

Название «Мастерская художника» соответствует пониманию этого произведения как жанровой сцены, изображающей живописца за работой в его мастерской. Этот сюжет получил распространение в искусстве малых голландцев в 1640–1650-х годах, особенно в картинах художников лейденской школы, «не упускавших возможности представить ателье живописца со всевозможными атрибутами наук и искусств… В них мастер словно не просто пишет картину, а стремится продемонстрировать обстановку своей мастерской знатоку искусства, почтившему его визитом. Истоки данной сюжетной фабулы имеют реальные предпосылки и связаны с практикой посещения художественных мастерских ценителями, заказчиками и меценатами». Однако подобная трактовка темы не может объяснить, зачем в данной композиции Вермеер придаёт предметной обстановке мастерской особую торжественность, одевает художника в старинный парадный костюм, но разворачивает его спиной к зрителю, модель представляет в виде аллегорической фигуры и помещает рядом натюрморт с аллегорическими атрибутами искусств, а фоном изображения представляет очень крупную и детально прописанную географическую карту. Специфические особенности предметной обстановки указывают на тематическую многомерность картины и выводят её содержание за рамки жанровой сцены.

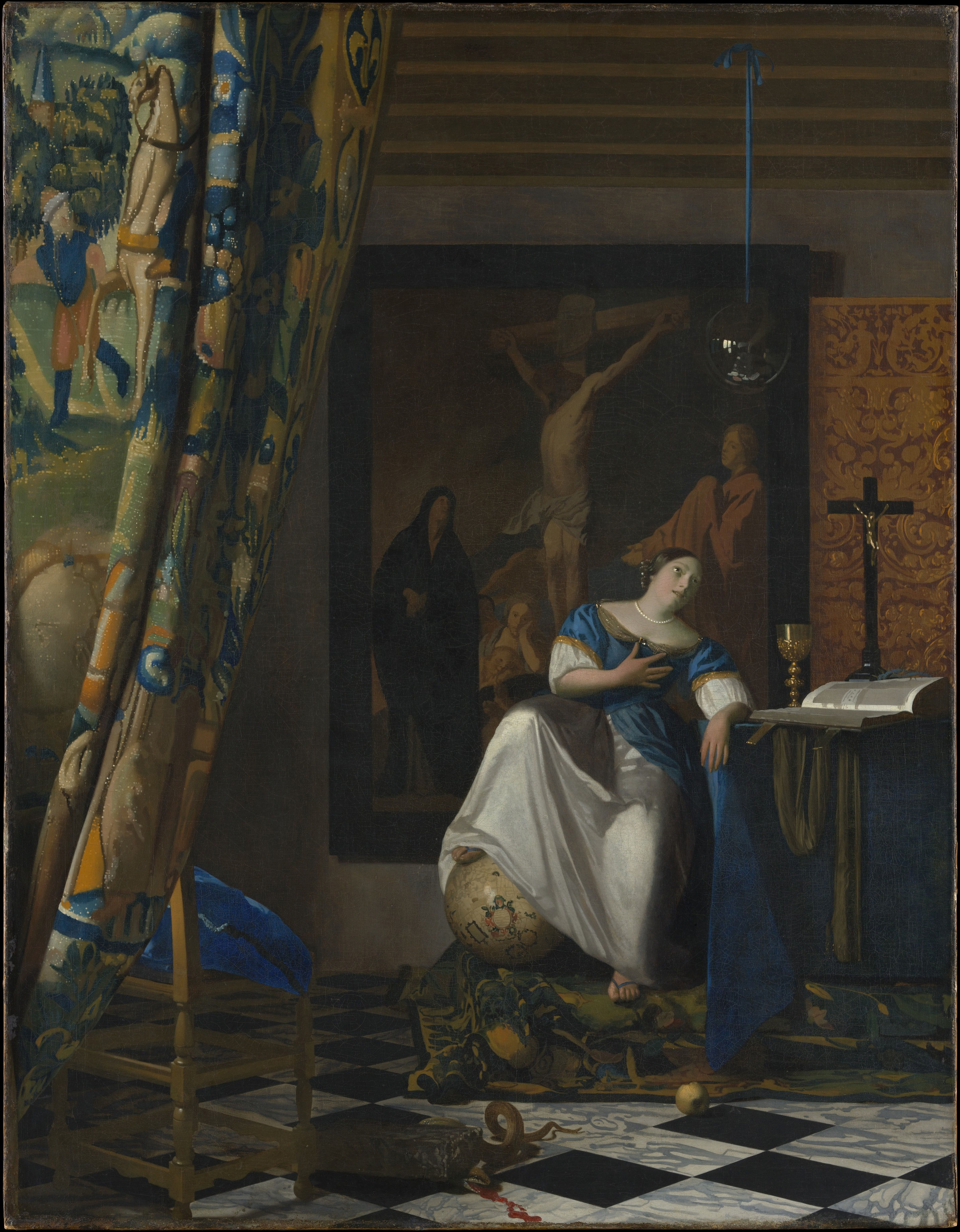
Ян Вермеер. Аллегория Веры

Название «Аллегория Живописи» переводит истолкование вермееровского полотна в более высокий тематический регистр, но увязывает его с задачей выявления и дешифровки аллегории. Решение подобной задачи ведёт к раскрытию символического содержания изобразительной формы, но нередко сводит образный потенциал картины к сумме знаковых элементов, упрощает восприятие художественной структуры произведения и сужает его тематику. Среди 37 достоверно атрибутированных работ Вермеера есть лишь одна картина, написанная в нетипичном для художника жанре аллегории, — «Аллегория Веры» (1670—1672; Метрополитен-музей), — но её некоторое внешнее сходство с венским полотном привело к практике их параллельного рассмотрения и восприятию последнего как произведения аллегорического жанра. Картина из нью-йоркского музея была заказана Вермееру, вероятно, орденом иезуитов или частным католическим покровителем, поэтому её аллегорическая программа и предметная интерпретация (начиная с возложения ноги на глобус и надкушенного яблока и заканчивая фоновым изображением картины Якоба Йорданса «Распятие») должны были согласовываться между художником и заказчиком, что отразилось в схематичной манере этого произведения.
Венская картина, напротив, лишена подобной иллюстративности и схематизма, хотя в ней очевидно присутствуют аллегорические атрибуты, почерпнутые Вермеером из известного в то время трактата «Иконология» итальянского автора Чезаре Рипы (в голландском издании 1644 г.). Трактовки некоторых из них вызвали разногласия среди исследователей. Одни считают, что аллегорическое оформление женской фигуры представляет собой музу Клио:

«Труба и лавровая ветвь — традиционные атрибуты многих аллегорий, связанных с темой прославления, почёта, победы. Кроме того, труба, как и книга, демонстративно развернутая на зрителя, являются атрибутами Клио — музы Истории. Книга, заменившая свиток, который первоначально держала Клио, выступает в качестве атрибута музы Истории… Муза Клио наделена более широким спектром значений, прежде всего восхваления и прославления прошедших событий для их увековечивания в памяти поколений. Также, являясь музой, она играла роль вдохновительного начала в контексте теории и практики изобразительного искусства».
Другие не связывают женский образ с музой Истории, а утверждают, что художник рисует модель аллегории Славы («Gloria» или «Fama»), но Славы необычной: 

«Правда, сначала кажется, особенно если исходить из привычных норм европейского барокко, что нет ничего более не подходящего образу Славы, нежели тот глубокий покой и та тишина, в которых она является здесь. Никогда “слава” не изображалась столь тихо: труба не трубит, книга, как и уста, закрыта, глаза опущены. При всём том Слава эта в ещё большей мере, чем художник, является главной фигурой картины, ибо все линии сосредоточивают взор на ней: и кривая, идущая к ней от пустого стула на переднем плане через поворачивающегося художника, и косая линия, непосредственно идущая от загадочной маски над книгой к её лицу, составляющему подлинный фокус картины».
Третьи не исключают, что Вермеер объединил в данном образе признаки обеих этих аллегорий, «ориентируясь на более широкий спектр смысловых значений».  Но при этом исследователи сходятся в том, что аллегорическая символика далеко не исчерпывает содержание данной картины. «К тому же трудно себе представить, — отмечает Е. И. Ротенберг, — что предметом произведения, относимого к аллегорическому жанру, служит развёрнутый показ самого механизма формирования аллегорического образа».
Венская картина Вермеера сочетает в себе черты не только аллегории и бытового жанра, но своей центральной идеей — искусство, постигающее самое себя — принципиально выходит за пределы системы традиционных картинных жанров. Эта внежанровая тематическая идея наиболее точно выражается названием «Искусство живописи», которое дала картине вдова Вермеера, вероятнее всего, воспроизводя её авторское наименование:

«Центральная тема полотна Вермера — чудо художественного преображения, рождающееся в многотрудном процессе воплощения высокой творческой идеи в её взаимосвязи с миром реальности. Конкретно это выражается в том, что прямо у нас на глазах под кистью живописца происходит перевоплощение в идеальный… образ специально аранжированного натурного мотива».
Смысл этого чуда многообразен и до конца не уловим. По мнению Зедльмайра, он «заключается не в том, что “фактически” изображает картина, и не в том, на что она аллегорически намекает, но в целостном наглядном впечатлении, которое можно описать следующим образом: уединенное (герметическое); покой; тишина; торжественное; свет… Подобно тому как тема самой картины представляет собой, бесспорно, секуляризацию темы религиозной иконографии — святой Лука пишет в уединенном и наполненном светом пространстве образ Девы Марии (отсюда синий плащ модели, тогда как плащ Славы должен был быть красным), так и “внутренняя тема”, переживание света, представляет собой, несомненно, “мирскую” трактовку изначального мистического опыта света».

## Технические особенности и интересные факты
- Комплексная реставрация картины, проведённая в конце 1990-х, позволила установить, какими приёмами и материалами пользовался Вермеер при её создании. Грунт холста составлен на основе свинцовых белил и мела с добавлением небольших количеств красной охры и угля[47], что обеспечивало заранее рассчитанное художником цветовое сочетание грунта и наносимой на него краски. Исследование картины в инфракрасных лучах не обнаружило на загрунтованной поверхности следов рисунка, что свидетельствует о его исполнении светлой краской или мелом — как и штрихи на холсте, изображённом в картине[47]. При этом, в отличие от других полотен Вермеера, при написании которых он частично менял свой замысел, здесь отсутствуют следы каких-либо поправок — композиция и цветовое решение были изначально продуманы мастером до мельчайших деталей[47].

- При грунтовке и в красочных слоях Вермеер использовал сложную технику масляной темперы с применением протеина (яичного белка) в качестве связующего, что позволяло избежать пожелтения ультрамарина (вызываемого использованием масла). Соотношение протеиновых связующих и масла в живописи Вермеера достаточно сложно, но масло присутствует в большом количестве, что позволило обозначить технику картины как «масло»[47].

- В результате домузейных реставрационных вмешательств во многих местах картины были потёрты или смыты авторские лессировки, что привело к частичным изменениям цвета. Например, первоначальный зелёный цвет лаврового венка «стал тёмно-голубым из-за утраты желтовато-коричневого лессировочного слоя»[47].

- В точке схода перспективных линий холст имеет небольшое отверстие, сделанное художником для уточнения перспективных построений. В отверстие вставлялся штифт с тонким шнуром или нитью, и с их помощью проверялись расходящиеся линии (края стола, рядов плиток пола[48] и т. д.). Подобные отверстия есть и на других работах Вермеера, например, в точке схода на картине «Молочница»[49].

- В 2000 г. картина Вермеера «Искусство живописи» впервые была привезена в Россию и экспонировалась в московском Музее изобразительных искусств имени А. С. Пушкина в рамках выставки «Зримая музыка. Европейская живопись и графика XIV—XV веков» (декабрь 2000 — январь 2001 г.)[50].

- В 2005 г. о шедевре из венского музея был выпущен документальный фильм: «Ян Вермеер. Искусство живописи» (BBC, серия «Частная жизнь шедевра», 48 мин)[51].